# Daniel Evans (Tennisspieler)
Daniel Evans (* 23. Mai 1990 in Birmingham) ist ein britischer Tennisspieler aus England.

## Karriere

### Bis 2016: Juniorenkarriere und Etablierung auf der Profitour
In seiner Zeit auf der ITF Junior Tour konnte Evans zwischen 2006 und 2008 vier Einzeltitel gewinnen, 2007 gewann er außerdem drei Titel im Doppel. Bei den Junior-Grand-Slam-Turnieren erreichte er das Viertelfinale bei den US Open 2007 sowie bei den Australian Open 2008. Seine höchste Position in der Junior-Rangliste war der 10. Rang.
Bereits ab 2005 spielte Evans in Großbritannien auch bei einzelnen Profi-Turnieren mit. Erstmals konnte er im September 2007 ein Match auf der ITF Future Tour gewinnen, 2008 gewann er drei Turniere und stand bei drei weiteren im Halbfinale. 2009 konnte er in Jersey auch sein erstes Turnier auf der Challenger Tour gewinnen. Bis zum Jahresende erreichte er damit die Top 300 der Weltrangliste. Anfang 2010 spielte sich Evans in Auckland erstmals über die Qualifikation ins Hauptfeld eines Turniers der ATP World Tour. Obwohl er auf der Future Tour regelmäßig gute Ergebnisse erreichte, musste er dort lange auf seinen nächsten Titel warten. Zwischen Oktober 2009 und Juli 2011 verlor er zehn Finals in Folge. 2012 konnte er hingegen alle vier Turniere gewinnen, bei denen er im Finale stand. 2013 war er bei zwei von drei Finalteilnahmen bei Future-Turnieren siegreich, zudem kam er zweimal bis ins Finale eines Challenger-Turniers.
Nachdem er in den Vorjahren aufgrund von Wildcards bereits mehrfach im Hauptfeld von Wimbledon stand, überstand Evans bei den US Open 2013 erstmals die Qualifikation bei einem Grand-Slam-Turnier. In der ersten Runde besiegte er dann den Weltranglisten-12. Kei Nishikori. In der dritten Runde musste er sich Tommy Robredo in vier Sätzen geschlagen geben. Im Jahr 2014 gewann Evans zwar keine Titel, seinen bis dahin größten Erfolg feierte er jedoch beim ATP-250-Turnier in Zagreb. Als Lucky Loser kam er ins Hauptfeld und stieß bis ins Halbfinale vor, wo er gegen Tommy Haas in drei Sätzen verlor. Im Viertelfinale hatte er zuvor den Deutschen Philipp Kohlschreiber besiegt, der zu diesem Zeitpunkt die Nummer 27 der Weltrangliste war. An diesen Erfolg konnte er auf der ATP Tour jedoch nicht anknüpfen, ab Juni 2014 spielte er dort zwei Jahre lang keine Turniere. 2015 gewann Evans nochmals vier Future-Turniere, sodass er in seiner Karriere dort insgesamt 14 Titel gewinnen konnte. Zwischen November 2015 und August 2016 gewann er außerdem vier von sechs Challenger-Turnieren, bei denen er im Finale stand.

### Seit 2017: Sperre und Comeback
Erstmals ins Finale eines ATP-Turniers kam Evans im Januar 2017 in Sydney, wo er im Viertelfinale den Top-10-Spieler Dominic Thiem in drei Sätzen geschlagen hatte. Auch bei den Australian Open gelang ihm ein Sieg gegen einen Top-10-Spieler, als er in der zweiten Runde Marin Čilić in vier Sätzen bezwang und bis ins Achtelfinale kam. Durch diese Turniererfolge erreichte er erstmals die Top 50 der Weltrangliste. In Barcelona kam er ebenfalls ins Achtelfinale, wo er diesmal Dominic Thiem unterlag. Im Oktober 2017 wurde Evans aufgrund des Konsums von Kokain rückwirkend für 12 Monate gesperrt. Der 27-Jährige war bei einem Dopingtest am 24. April positiv auf Kokain getestet worden. Das seit diesem Zeitpunkt eingespielte Preisgeld von 103.000 Euro musste rückerstattet werden. Die gesammelten Weltranglistenpunkte wurden ihm abgezogen.
Im Mai 2018 spielte er das erste Turnier nach seiner Sperre und arbeitete sich bis zum Jahresende weitestgehend auf Challenger-Ebene wieder in die Top 200 der Weltrangliste vor. Bei fünf Finalteilnahmen gelangen ihm dort bis Juni 2019 drei Turniersiege. Im Februar 2019 kam er beim ATP-250-Turnier in Delray Beach ebenfalls ins Finale, in Wimbledon und bei den US Open erreichte er jeweils die dritte Runde. Bis zum Saisonende konnte sich Evans damit wieder in den Top 50 der Weltrangliste platzieren. Im Jahr 2020 erreichte er zu Beginn der Saison in Dubai sowie gegen Ende in Antwerpen und Wien jeweils das Halbfinale der dortigen Turniere.

### Davis Cup
Seit 2009 spielt Daniel Evans für die britische Davis-Cup-Mannschaft. 2015 konnte er mit der britischen Mannschaft den Davis Cup gewinnen, 2016 und 2019 erreichte er das Halbfinale.

## Erfolge
| Legende (Anzahl der Siege)  |
| Grand Slam                  |
| ATP World Tour Finals       |
| ATP World Tour Masters 1000 |
| ATP World Tour 500 (1)      |
| ATP World Tour 250 (1)      |
| ATP Challenger Tour (9)     |

| ATP-Titel nach Belag |
| Hartplatz (2)        |
| Sand (0)             |
| Rasen (0)            |

### Einzel

#### Turniersiege

##### ATP Tour
| Nr. | Datum           | Turnier    | Belag     | Finalgegner           | Ergebnis |
| --- | --------------- | ---------- | --------- | --------------------- | -------- |
| 1.  | 7. Februar 2021 | Melbourne  | Hartplatz | Félix Auger-Aliassime | 6:2, 6:3 |
| 2.  | 6. August 2023  | Washington | Hartplatz | Tallon Griekspoor     | 7:5, 6:3 |

##### Challenger Tour
| Nr. | Datum             | Turnier        | Belag         | Finalgegner           | Ergebnis       |
| --- | ----------------- | -------------- | ------------- | --------------------- | -------------- |
| 1.  | 29. März 2009     | Jersey         | Hartplatz     | Jan Minář             | 6:3, 6:2       |
| 2.  | 15. November 2015 | Knoxville      | Hartplatz (i) | Frances Tiafoe        | 5:7, 6:1, 6:3  |
| 3.  | 20. März 2016     | Drummondville  | Hartplatz (i) | Edward Corrie         | 6:3, 6:4       |
| 4.  | 1. Mai 2016       | Taipeh         | Teppich (i)   | Konstantin Krawtschuk | 3:6, 6:4, 6:4  |
| 5.  | 14. August 2016   | Aptos          | Hartplatz     | Cameron Norrie        | 6:3, 6:4       |
| 6.  | 19. August 2018   | Vancouver      | Hartplatz     | Jason Kubler          | 4:6, 7:5, 7:63 |
| 7.  | 9. Juni 2019      | Surbiton       | Rasen         | Viktor Troicki        | 6:2, 6:3       |
| 8.  | 16. Juni 2019     | Nottingham (1) | Rasen         | Jewgeni Donskoi       | 7:63, 6:3      |
| 9.  | 12. Juni 2022     | Nottingham (2) | Rasen         | Jordan Thompson       | 6:4, 6:4       |

#### Finalteilnahmen
| Nr. | Datum            | Turnier      | Belag     | Finalgegner   | Ergebnis       |
| --- | ---------------- | ------------ | --------- | ------------- | -------------- |
| 1.  | 14. Januar 2017  | Sydney       | Hartplatz | Gilles Müller | 6:76, 2:6      |
| 2.  | 24. Februar 2019 | Delray Beach | Hartplatz | Radu Albot    | 6:3, 3:6, 6:77 |

### Doppel

#### Finalteilnahmen

##### ATP World Tour
| Nr. | Datum           | Turnier     | Belag     | Partner      | Finalgegner                 | Ergebnis         |
| --- | --------------- | ----------- | --------- | ------------ | --------------------------- | ---------------- |
| 1.  | 3. April 2021   | Miami       | Hartplatz | Neal Skupski | Nikola Mektić Mate Pavić    | 4:6, 4:6         |
| 2.  | 18. April 2021  | Monte Carlo | Sand      | Neal Skupski | Nikola Mektić Mate Pavić    | 3:6, 6:4, [7:10] |
| 3.  | 14. August 2022 | Montreal    | Hartplatz | John Peers   | Wesley Koolhof Neal Skupski | 2:6, 6:4, [6:10] |

## Abschneiden bei Grand-Slam-Turnieren

### Einzel
| Turnier         | 2009 | 2010 | 2011 | 2012 | 2013 | 2014 | 2015 | 2016 | 2017 | 2018 | 2019 | 2020 | 2021 | 2022 | 2023 | 2024 | 2025 | Karriere |
| --------------- | ---- | ---- | ---- | ---- | ---- | ---- | ---- | ---- | ---- | ---- | ---- | ---- | ---- | ---- | ---- | ---- | ---- | -------- |
| Australian Open | —    | Q2   | —    | —    | —    | Q2   | —    | 1    | AF   | —    | 2    | 2    | 1    | 3    | 3    | 1    | Q1   | AF       |
| French Open     | —    | —    | —    | —    | —    | Q1   | —    | —    | 1    | —    | 1    | 1    | 1    | 2    | 1    | 1    | Q2   | 2        |
| Wimbledon       | 1    | Q2   | 1    | —    | Q1   | 1    | Q3   | 3    | —    | Q2   | 3    |      | 3    | 1    | 1    | 1    | 2    | 3        |
| US Open         | Q1   | —    | —    | —    | 3    | Q1   | —    | 3    | —    | —    | 3    | 2    | AF   | 3    | 3    | 3    |      | AF       |

Zeichenerklärung: S = Turniersieg; F, HF, VF, AF = Einzug ins Finale / Halbfinale / Viertelfinale / Achtelfinale; 1, 2, 3 = Ausscheiden in der 1. / 2. / 3. Hauptrunde; Q1, Q2, Q3 = Ausscheiden in der 1. / 2. / 3. Qualifikationsrunde; nicht ausgetragen